# Henry Grace a Dieu

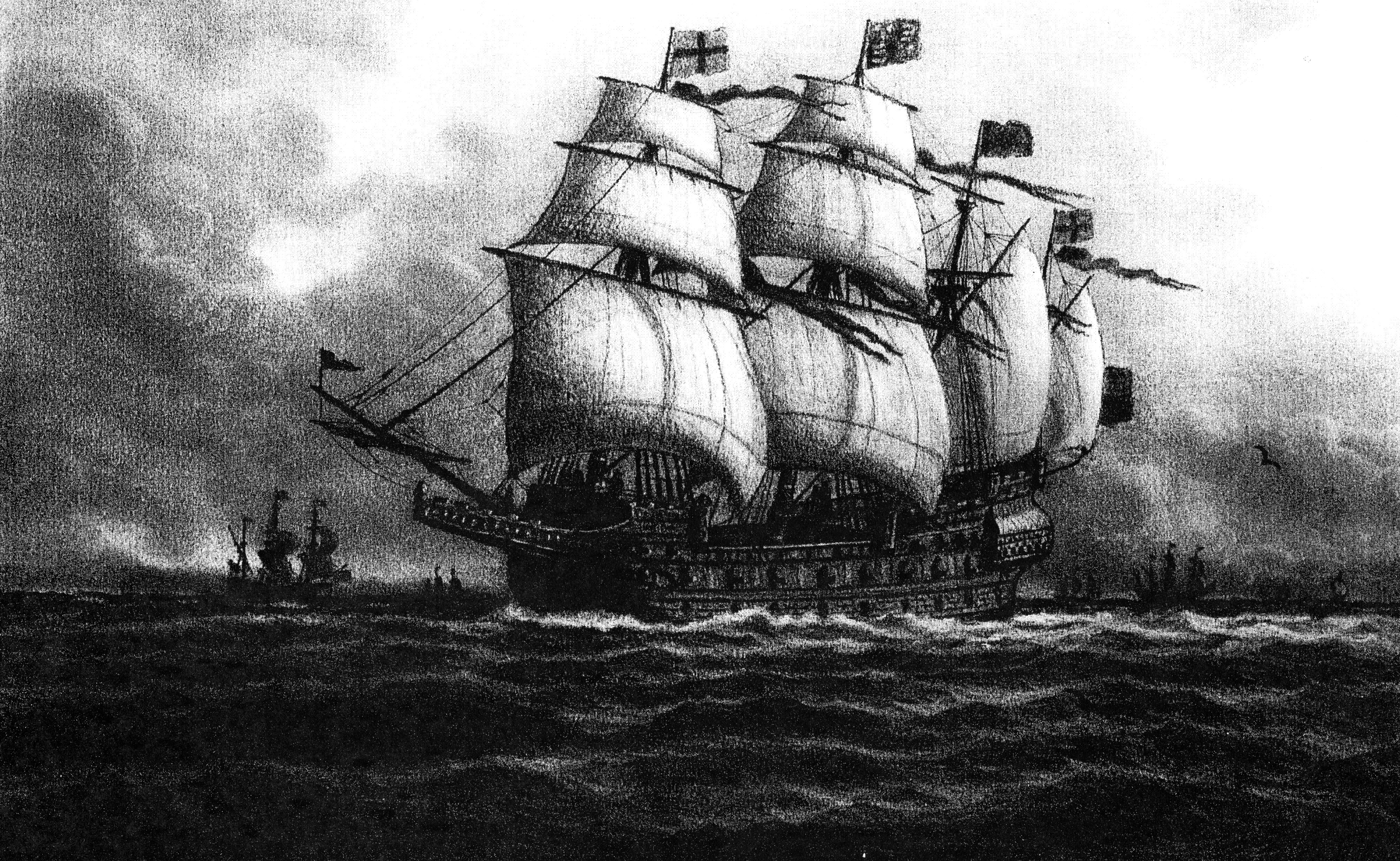
Okręt w 1555. Obraz z 1891

Henry Grace a Dieu – angielska XVI-wieczna wielka karaka. Największy a zarazem flagowy okręt króla Henryka VIII, potocznie nazywany "Great Harry". Zbudowano go w Królewskiej Stoczni w Woolwich nad Tamizą (obecnie południowo-wschodni Londyn).

## Historia
"Henry Grace a Dieu" został zbudowany w latach 1512-14 na zamówienie Henryka VIII, najprawdopodobniej jako odpowiedź na szkocki statek "Micheal" i sklasyfikowany został jako Wielki Okręt (ang: Great Ship), ponieważ dokładny System klasyfikacji Royal Navy pochodzi dopiero z czasów Karola I. Koszt budowy wyniósł 8700 ówczesnych funtów i był to jeden z najbardziej ambitnych projektów okrętów wojennych tamtych czasów w Europie. Zbudowany głównie w celach prestiżowych, a nie ze względu na właściwości morskie, statek był kosztowny w utrzymaniu i większość czasu spędził stojąc na kotwicy w porcie.
"Henry Grace a Dieu", podobnie jak inne statki wojenne z czasów Henryka VIII, charakteryzował się szeroką sylwetką i wysokimi kasztelami na dziobie i rufie, będącymi platformami bojowymi dla licznych żołnierzy i łuczników. Okręt posiadał, co prawda ciężkie działa rozmieszczone na dwóch pokładach, ale główną siłę bojową w tamtym czasie stanowili żołnierze dokonujący abordażu wrogiego okrętu. Wynikało to z niskiej szybkostrzelności ówczesnej artylerii i ograniczonych możliwości manewrowych okrętów wojennych, które były de facto uzbrojonymi wersjami statków handlowych. Dopiero w latach 70. XVI wieku zaczęto budować w Anglii sprawnie manewrujące okręty wojenne o smukłych kadłubach, wykorzystujące jako główną broń artylerię burtową, które nie potrzebowały już tak licznej liczby żołnierzy (porównaj: "Revenge").
Wygląd okrętu jest znany z XVI-wiecznej Anthony Roll przedstawiającej flotę Henryka VIII oraz malowidła w Hampton Court Palace pochodzące z tego samego okresu, przedstawiającego wydarzenia z 1520 roku, kiedy Henryk VIII udał się na spotkanie z królem Francji Franciszkiem I. Z uwagi na swą wielkość i duże zanurzenie "Henry Grace a Dieu" nie mógł wpłynąć do portu w Dover skąd, z królem na pokładzie, pożeglował do Calais.
W 1539 "Henry Grace a Dieu" został przebudowany, zmiany obejmowały zwiększenie liczby dział i poprawę właściwości morskich.
W 1545 okręt wziął udział, wraz z resztą angielskiej floty, w bitwie morskiej pod Solent (podczas której zatonął "Mary Rose"). Bitwa ta, chociaż nierozstrzygnięta, powstrzymała francuską próbę inwazji Anglii.
W 1547 roku nazwa okrętu została zmieniona na "Edward" na cześć nowo narodzonego następcy tronu księcia Edwarda.
W 1553 kotwiczący w Woolwich okręt spłonął w wyniku pożaru.